# Hana Kendíková
Hana Kendíková (* 26. listopadu 1973 v Ostravě) je česká nordistka, pedagožka, tlumočnice a překladatelka. Je také předsedkyní spolku Elg, z. s., který se věnuje opomíjeným momentům severské kultury v českém kontextu.

## Život
V letech 1994–2000 vystudovala na Filozofické fakultě Masarykovy univerzity v Brně němčinu, angličtinu a norštinu. Na Univerzitě v Oslu absolvovala dvouleté studium norštiny pro cizince. V akademickém roce 2000–2001 vyučovala  fonetiku, fonologii a morfologii na své mateřské fakultě, v letech 2006–2021 učila norštinu v jazykové škole Scandinavian Language School. Současně se věnovala mnoha neliterárním překladatelským projektům, překladu filmových titulků a tlumočení. Je autorkou norského překladu textu putovní bilingvní výstavy Neviditelný most. Milada Blekastadová 1917–2003. Od roku 2020 působí jako středoškolská pedagožka na Pražské konzervatoři, kde vyučuje angličtinu, a od roku 2022 v Severském centru, kde vede kurzy norštiny.
Je rovněž politicky aktivní – v letech 2013–2018 a 2020–2022 byla zastupitelkou městské části Praha-Libuš.

## Výběr knižních překladů[7]
- Christensen, Lars Saabye: 117 bot. In: Když je ryba dobrá. Brno: Větrné mlýny, 2001.
- Zähme, Volker: Co by děti měly znát. Praha, Rebo: 2005.
- Fløgstad, Kjartan: Pyramida. Portrét opuštěné utopie. Zlín: Kniha Zlín, 2013.